# 103rd Street-Corona Plaza
103rd Street-Corona Plaza (già Alburtis Avenue e 104th Street) è una stazione della metropolitana di New York situata sulla linea IRT Flushing. La stazione, situata a Corona, Queens, è servita dalla linea 7 Flushing Local, attiva 24 ore al giorno, 365 giorni l'anno.
Al 2013, con i suoi 6 314 870 passeggeri è la sessantaseiesima stazione più trafficata del sistema.

## Storia
La stazione, costruita come capolinea del prolungamento della linea IRT Flushing proveniente da Queensboro Plaza, venne inaugurata il 21 aprile 1917. Il 13 ottobre 1925, con l'apertura del prolungamento verso 111th Street, divenne stazione di transito.
Prima di assumera l'attuale denominazione di 103rd Street-Corona Plaza, la stazione ha posseduto due diverse denominazioni: Alburtis Avenue e 104th Street; grazie alla possibilità di accede a questa strada attraverso un'uscita oggi chiusa.

## Strutture e impianti

### Architettura
Entrambe le banchine laterali possiedono delle pensiline marroni, con una struttura color verde, sostenute da colonne, anch'esse verdi.
I cartelli recanti il nome della stazione sono, come in gran parte delle altre stazioni, quelli standard: lettere bianche su sfondo nero; anche se su alcuni lampioni sono presenti ancora i cartelli originali.

### Configurazione
La stazione di 103rd Street-Corona Plaza possiede due banchine laterali e tre binari; i due binari esterni sono utilizzati dalla linea 7 Flushing Local, quello centrale della linea 7 Flushing Express.
Le scale, che conducono al centro del mezzanino, situato sotto il piano binari, sono site su Roosevlet Avenue, all'incrocio con 103rd Street; nel mezzanino si trovano i tornelli, siti a loro volta su due diversi lati, che portano ad una zona di attesa con le scale che conducono alle banchine.

## Interscambi
Presso la stazione transita una sola linea automobilistica gestita da MTA Bus.
- Fermata autobus